# Єріхов
Єріхов (нім. Jerichow) — місто в Німеччині, розташоване в землі Саксонія-Ангальт. Входить до складу району Єріхов.
Площа — 269,91 км2. Населення становить 6788 ос. (станом на 31 грудня 2021).